# Polytechnisches Journal
Polytechnisches Journal (od 1874 Dinglers Polytechnisches Journal) – pierwsze niemieckie czasopismo techniczne, wydawane w latach 1820–1931 przez wydawnictwo Cotta w Stuttgarcie. 

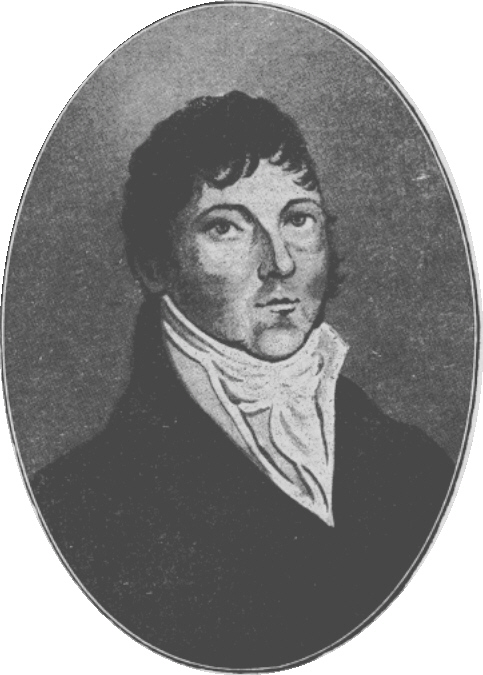
Johann Gottfried Dingler (1778–1855).

Inicjatorem i pierwszym redaktorem czasopisma był Johann Gottfried Dingler (1778–1855), augsburski farmaceuta, chemik, technolog i fabrykant (współwłaściciel firmy „Dingler & Arnold”), który opisał swój pomysł wydawania comiesięcznych broszur w liście skierowanym 27 czerwca 1819 do znanego już wtedy wydawcy ze Stuttgartu, jakim był baron Johann Friedrich Cotta. Po półrocznych negocjacjach, np. w kwestii czy ilustracje powinny być wykonywane w technice litograficznej czy miedziorytniczej, w końcu grudnia 1819 doszli oni do porozumienia. Pierwszy zeszyt miał być wydrukowany 15 stycznia, jednak tego terminu nie udało się dotrzymać. Ostatecznie Polytechnisches Journal ukazał się w kwietniu z artykułem wstępnym J. G. Dinglera, w którym wyraził on zdziwienie iż dotychczas w Niemczech nie istniało czasopismo poświęcone wiedzy politechnicznej, naukom przyrodniczym, chemii, mineralogii, botaniki, rolnictwa, mechaniki i handlu, przedstawił zamiar zapełnienia luki w tej dziedzinie zgodnie z potrzebami przemysłowców, kupców, hodowców, rzemieślników i ogółu ludzi wykształconych oraz wyraził nadzieję, że przedsięwzięcie się powiedzie przy życzliwym zainteresowaniu czytelnków. Niestety, wbrew tym oczekiwaniom przedsięwzięcie początkowo przynosiło wydawcy straty, spowodowane słabą sprzedażą (337 sprzedanych egzemplarzy w 1820), ale z czasem Polytechnisches Journal osiągnął pozycję jednego z najpopularniejszych czasopism w Niemczech (1724 egzemplarzy sprzedano w 1854). Według założeń miano rocznie wydawać 12 zeszytów, składających się na cztery tomy. Pierwotnie planowana jako comiesięczna, jednak z czasem, w związku z różnymi problemami, częstotliwość wydawania kolejnych zeszytów nie zawsze była regularna, a w październiku 1825 Dingler przedstawił nawet wydawcy projekt wydawania Polytechnisches Journal jako gazety codziennej, co motywował szybkim rozwojem techniki. 

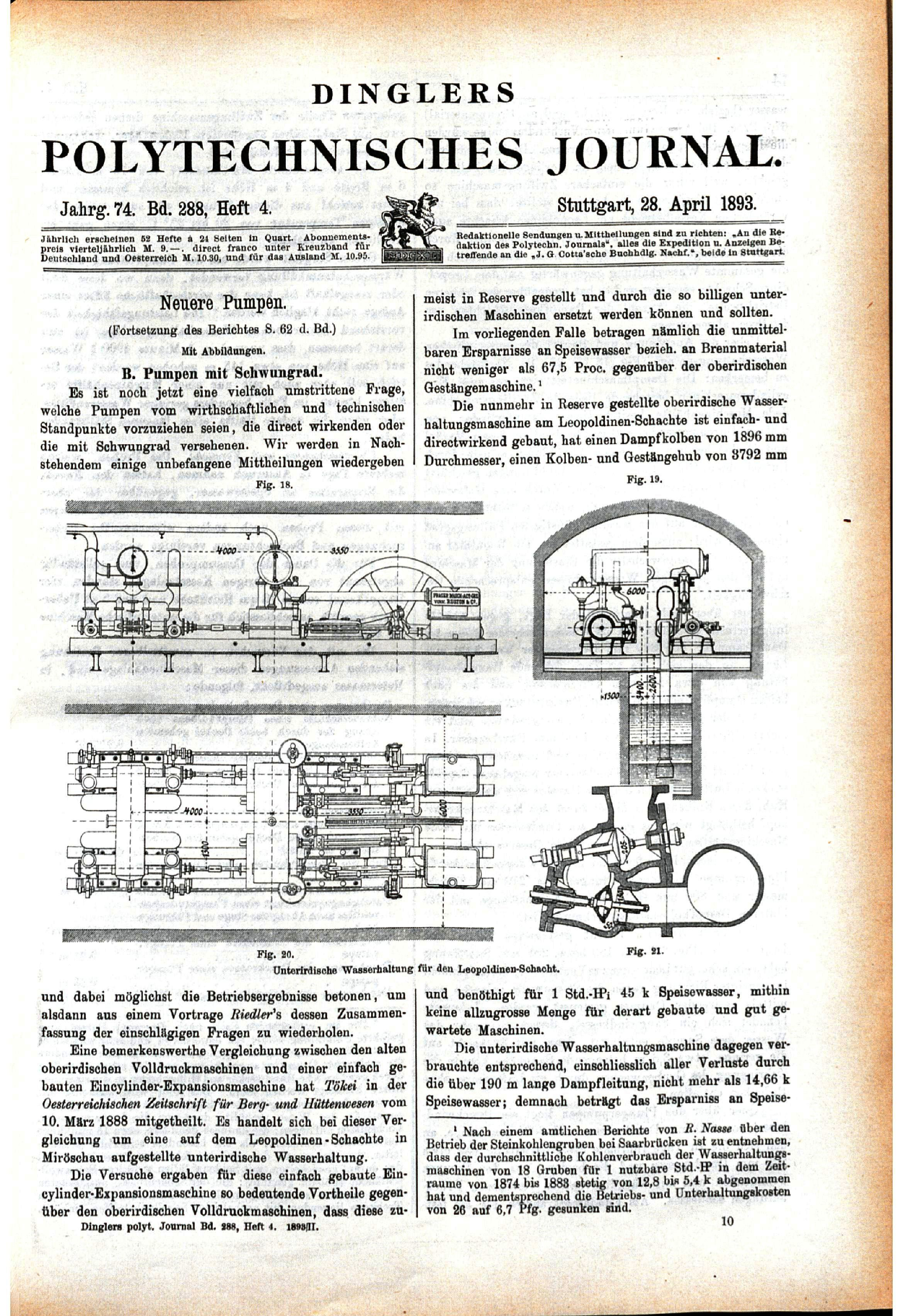
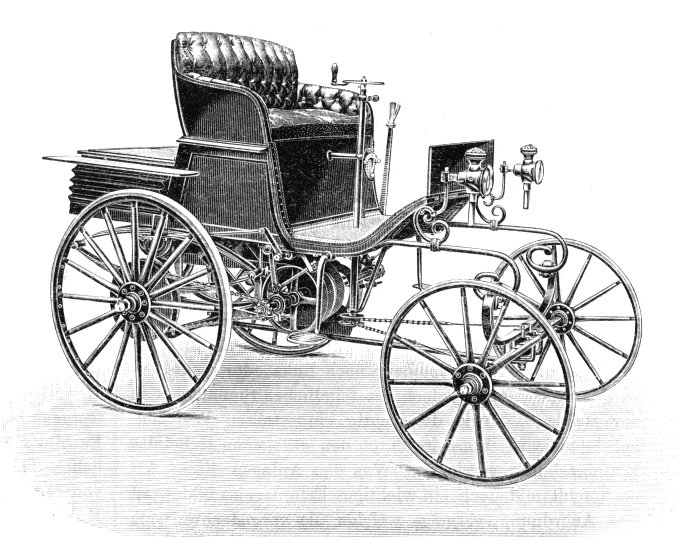
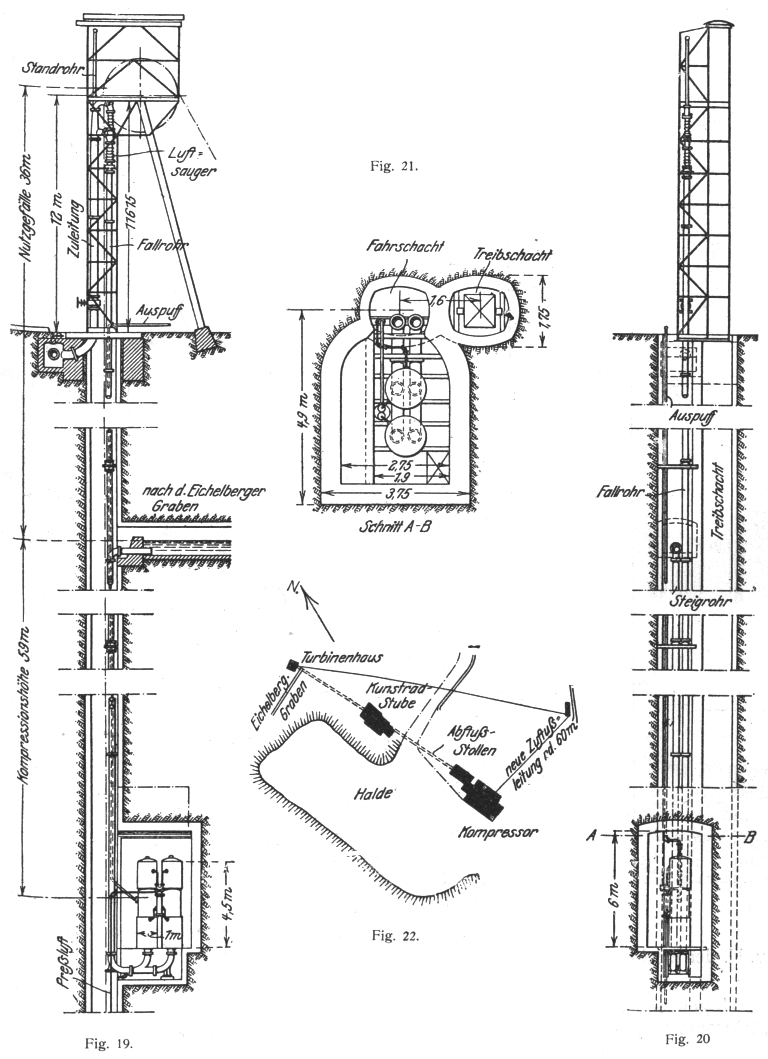

## Źródła
- Franz Fischer: Dinglers Polytechnisches Journal bis zum Tode seines Begründers (1820-1855), (w:) „Archiv für Geschichte des Buchwesens” 15 (2007), ss. 1027–1142. [dostęp 2019-05-14]. – plik pdf do pobrania z bazy Goethe-Universität (niem.)
- Helmut Hilz: Technische Werksbüchereien in deutschen Grossunternehmen 1870 bis 1990, (w:) „Ferrum : Nachrichten aus der Eisenbibliothek” 78 (2006), ss. 82–92. [dostęp 2019-05-14]. – plik pdf do pobrania z bazy ETH Zurich e-periodica (niem.)
- Irene R. Lauterbach: Dinglers Polytechnisches Journal, (w:) „Geschichte der Pharmazie”, 65 (2013), S. 42–47. [dostęp 2019-05-14]. – plik pdf do pobrania z bazy Technische Universität Braunschweig (niem.)